# Divine Carcasse
Divine Carcasse (traducción literal: Cuerpo divino) es una película de 1998 dirigida por el cineasta belga Dominique Loreau y coproducida entre Benín y Bélgica.

## Sinopsis
Un viejo Peugeot de 1955 llega a las calles de Cotonú, Benín. El auto cambia de dueño constantemente, y en cada una de estas personas juega un papel fundamental. Tras pasar por varias manos, el auto se descompone definitivamente y es abandonado en las calles. Allí aparece Simonet, un escultor que recupera sus piezas para fabricar una escultura de Agbo, un dios vudú. De esta forma, lo que alguna vez fue un auto se convirtió en el fetiche protector del pueblo de Ouassa.

## Generalidades

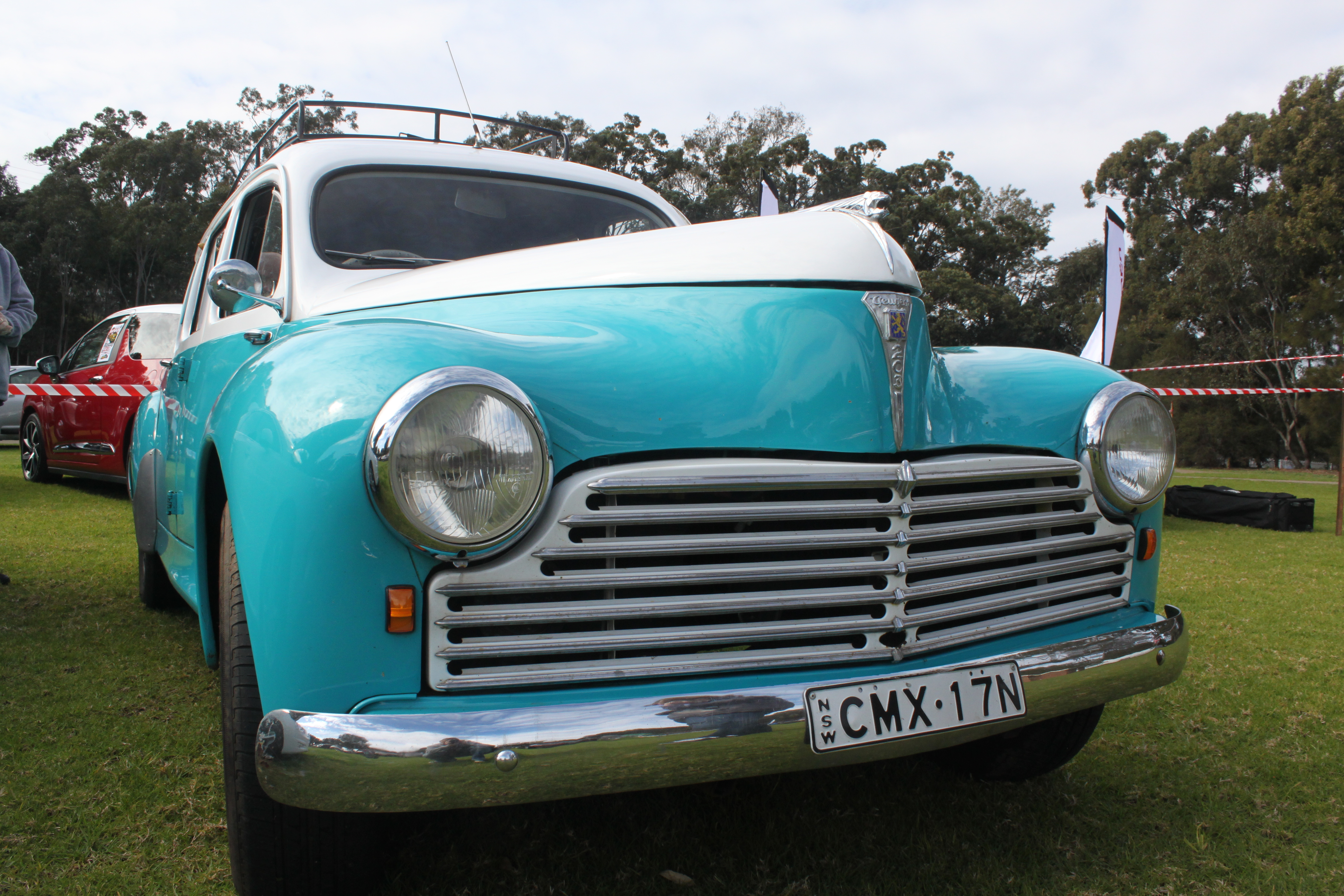
Un Peugeot de 1955

Mezclando ficción y etnografía, la película sigue a un Peugeot de 1955 en Benín: inicialmente propiedad de Simon, un profesor de filosofía europeo expatriado, el coche pasa a ser propiedad de Joseph, que lo utiliza como taxi hasta que es abandonado en un taller mecánico. En el libro The Cinema of Globalization: A Guide to Films about the New Economic Order se analiza la película y se compara al auto con el neocolonialismo, presente en algunos países africanos. Este hecho se explica de la siguiente manera: «El neocolonialismo de segunda mano se convierte en una semideidad colonizada de primera clase [...] Como auto, el Peugeot funciona de manera insuficiente; como divinidad, funciona magníficamente».
El diario británico The Guardian incluyó a Divine Carcass en la lista de las mejores veinte películas africanas de todos los tiempos, donde se describió como «una meditación divertida y misteriosa sobre la naturaleza del colonialismo».